# Тупак Амару
Ту́пак Ама́ру (кеч. Tupaq Amaru або Tupaq Amarö, ісп. Túpac Amaru), (1545 — 24 вересня 1572) — останній правитель Імперії Інків на території сучасного Перу. Життя і страта Тупака Амару були добре висвітлені сучасниками подій. Образ останнього імператора інків, який протистояв іспанцям-загарбникам, має культове значення у Латинській Америці, відтворене в імені повстанця XVIII століття Тупака Амару II та повстанського руху XX століття.

## Передісторія
У 1533 році Франсіско Пісарро після захоплення імперії інків та вбивства останнього імператора Атавальпи продовжив наступ на столицю імперії, місто Куско. В обозі війська Пісарро знаходився Манко Капак II — брат страченого імператора. Після падіння імперії Манко Капак II був проголошений Пісарро імператором, але фактично продовжував бути в'язнем іспанців і виконував усі їхні накази. Однак, у 1536 році йому вдалося втекти з полону і зібрати власну армію для боротьби з загарбниками. Обложивши Куско його прихильники підпалили місто, але спроби вибити іспанців з фортеці виявилися невдалими. Після тривалої облоги кількість повстанців значно зменшилася і Манко Капак був вимушений зняти облогу та відступити у високогірні регіони Вількабамбо, з яких інки продовжували робити відчайдушні рейди проти іспанців.
Тим часом серед іспанців почалися заворушення, коли один з конкістадорів Дієго де Альмагро виступив проти Пісарро. Після поразки, Альмагро відступив у гори й знайшов притулок у таборі Манко Капака, де вони знаходилися протягом наступних семи років. У 1544 році іспанці підступно вбили Манко Капака і намагалися втекти. Коли іспанців зловили й стратили, на трон зійшов п'ятирічний син Капака Сайрі Тупак. У 1552 році почалися перемови між Сайрі та королем Іспанії Філіпом, за результатами яких, було домовлено, що Сайрі Тупак повернеться до Куско і почне правити. Коли ж Сайрі Тупак прибув до Куско і прийняв християнство він несподівано помер від отруєння. Після його смерті Вількабамба знову перейшло у руки інків, які протистояли владі іспанців. На трон зійшов інший син Манко Капака — Тіту Кусі, який правив упродовж 1560 по 1571 рр. Він призначив іншого сина Капака — Тупака Амару жерцем і хранителем замумійованого тіла Капака у Вількабамба. Тим часом інки продовжували вести партизанську війну проти іспанців і підбурювати інших інків до непокори.

## Прихід до влади
Безлад у щойно створеному віцекоролівстві Перу продовжувався до призначення нового віце-короля Лопе Гарсія де Кастро. Він звинуватив інків у підбурюванні індіанців до повстання не тільки у Перу, але й у Чилі та Аргентині, і наказав конфіскувати коней і зброю у місцевого населення інків. Також він почав розробляти плани для захоплення Вількабамба. Нарешті іспанцям вдалося знайти порозуміння з інками — правитель Тіту Кусі вирішив укріпити позиції свого сина у вигідному шлюбі та прийняти християнство. До Вількібамба було направлено іспанське посольство й у 1566 р. був підписаний мирний договір. Наступного року, 9 липня 1567 р. Тіту Кусі визнав верховенство короля Іспанії й присягнув на вірність йому. Коли після прийняття християнства у 1570 р. Тіту Кусі несподівано захворів та помер, у його смерті звинуватили іспанців і всі посланці у Вількабамба були вбиті. На трон зійшов інший син Манко Капака — Тупак Амару.

## Правління
Ставши імператором інків, Тупак Амару був вже дорослим чоловіком, користувався підтримкою релігійних та військових лідерів інків. На відміну від інших правителів інків Тупак добре розумів, що порозуміння з іспанцями було неможливе і рішуче виступав проти прийняття індіанцями християнства. У Вількабамбі були швидко зруйновані церкви й знову відновилася партизанська війна проти іспанців. Новий намісник Франсиско де Толедо спочатку не знав нічого про події у Вількабамбі, а коли посли у той регіон почали зникати безвісти, почав втрачати терпець і вирішив вдатися до рішучих дій. Попри формальний наказ короля Іспанії використовувати силу тільки для самооборони, Де Толедо скориставшись вбивствами посланців звинуватив інків у порушенні неписаного закону щодо недоторканності послів і вирішив почати військову експедицію проти залишків імперії інків.
Формальне проголошення війни відбулося 14 квітня 1572 року. Толедо на чолі загону 250 іспанських солдатів та близько 2 тисяч індіанців спочатку захопив міст Чукічака — зв'язок високогірного Вількабамба із зовнішнім світом. Вже 1 червня почалися сутички іспанців із силами інків у долині Вількабамба. Сили були нерівними, оскільки проти артилерії та вогнепальної зброї іспанців інки могли протиставити тільки списи та стріли. Попри шалений опір інків, 23 червня іспанцям вдалося захопити форт, який захищав підступи до столиці. Коли 24 червня 1572 року іспанцям вдалося вдертися до столиці, Тупака Амару там вже не було — він разом із вагітною дружиною та близько 100 воїнами втік ще 23 червня. У місті не тільки нікого не залишилося, але й воно саме було спустошене: були зруйновані основні будинки та знищені запаси їжі.
Основні сили іспанців розділилися — дві групи захопили військовиків та членів імператорської родини, а третя, чисельністю близько 40 вояків, почала переслідувати Тупака Амару. Ця експедиція під головуванням Гарсія де Лойоли переслідувала Тупака ще 300 км по джунглях Перу, аж поки на поміч не залучили місцевих індіанців. Індіанці Мамарі повідомили, що Тупак Амару мав бути недалеко, оскільки вже не міг швидко пересуватися, бо його дружина мала вже народжувати. За допомогою індіанців втікачів швидко наздогнали й заарештували.

## Захоплення в полон

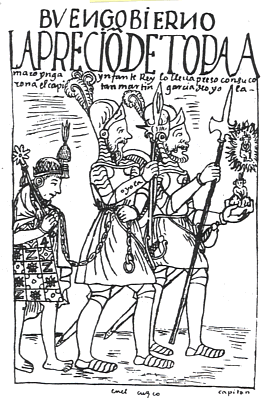
Тупак Амару на золотому ланцюзі під час процесії у Куско.

21 вересня 1572 р. полонених доставили до столиці, Куско на чолі величної процесії: полоненого Тупака Амару вели на золотому ланцюзі, за ним несли мумії Манко Купака та Тіту Кусі, золоту статую інкського божества, інші коштовності. У в'язниці, протягом декількох днів іспанці намагалися переконати Тупака прийняти християнство і допомогти їм похрестити інших інків. Коли ж він відмовився, почалася судова справа проти нього та інших інків, захоплених у Вількабамба. Суд визнав Тупака винним у вбивстві послів і зокрема одного зі священиків посланих до інків, попри те, що навіть деякі іспанці сумнівалися у причетності імператора інків до вбивств. Переконати намісника Толедо помилувати Тупака намагалося декілька визначних представників іспанської адміністрації та духовенства, але його все ж таки засудили до смерті через обезголовлення.

## Страта

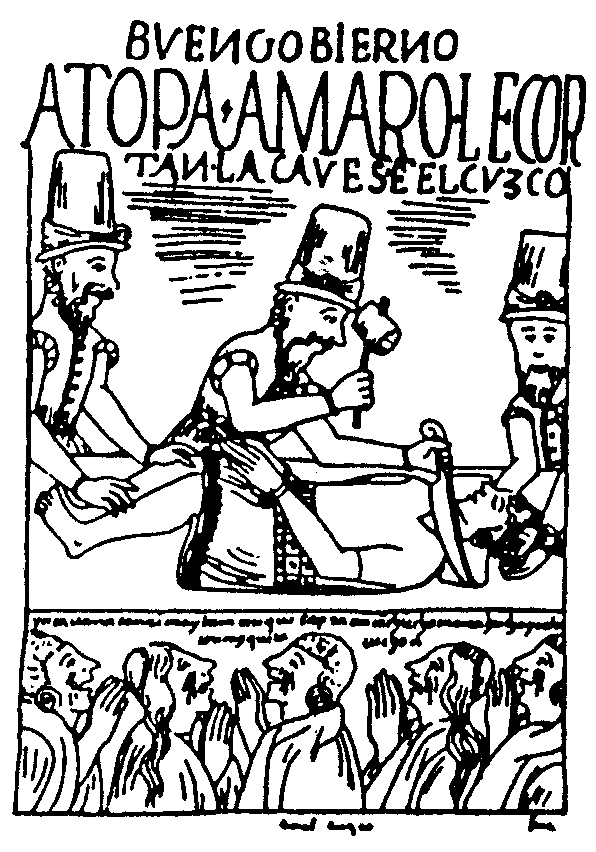
Страта Тупака Амару.

Разом з Тупаком до смертної кари через повішення засудили п'ятьох полонених військовиків інків. Страта останнього імператора інків являла собою надзвичайно драматичну і визначну подію та детально описана іспанськими літописцями. На центральній площі Куско, де Тупак мав бути страчений, зібралося від 10 до 15 тисяч інків; натовп контролював загін озброєних іспанських солдатів чисельністю близько 400 вояків. Інки передчуваючи смерть свого імператора, почали несамовито волати в розпачі, аж поки Тупак Амару не підняв руки й на площу впала тиша. Існує декілька версій останньої промови останнього правителя інків: згідно з однією з версій він звернувся з останнім словом до батьків, благаючи їх не карати дітей за погану поведінку; він також попросив пробачення у всіх, хто зібрався на площі; просив намісника Толедо не молитися за його душу. За версією іспанців він також ніби зізнався у прийнятті християнства, але ця версія викликає сумнів у істориків, оскільки походила від священиків, присутніх на страті. За деякими іншими версіями він також попросив попрощатися із власними дітьми і його останніми словами були: «Мати Земля, будь свідком як вороги проливають мою кров».
Під час промови у Толедо почали виникати побоювання щодо впливу Тупака на великий натовп, який зібрався на площі перед ним і він наказав слузі та офіцеру скакати через людей з наказом терміново виконати вирок. Під час цієї тисняви загинуло декілька людей, але наказ був отриманий вчасно і кат відтяв Тупаку голову одним ударом. У цей час почали дзвонити усі церкви Куско. Разом з Тупаком були страчені й інші захоплені полководці, спалені мумії правителів інків. Після страти відрублена голова Тупака Амару залишалася настромленою на спис на площі; вночі навколо неї почав збиратися натовп інків, які почали поклонятися їй. За наказом намісника голову було швидко поховано разом з тілом останнього імператора інків.

## Значення
Страта Тупака Амару була сприйнята неоднозначно і піддавалася різкій критиці зразу після його страти. Намісника Толедо критикували не тільки за нехтування проханнями багатьох іспанців відправити Тупака Амару на суд до Іспанії, але й за жорстокі репресії проти решти інків Перу. Зокрема, після страти Тупака був страчений його племінник — його родичі й навіть трирічний син були відправлені у заслання до Мексики, Чилі, Панами та інших місць. Панування іспанців на території імперії інків виявилося справді катастрофічним для цього народу: за їхніми власними даними, з 1561 року населення провінції зменшилося з 1,5 млн жителів до 600 тисяч у 1796 році. У 1800 році населення Перу, разом з європейськими переселенцями становило лише 1/10 від кількості населення до колонізації.
Попри його смерть та тяжкі умови для всього населення Перу, ім'я Тупака Амару не було забуто. У 1780 році в Перу спалахнуло повстання під проводом його праправнука Хосе Габріеля Кондорканкі, відомого під ім'ям Тупак Амару II. Це ім'я використовувалося також марксистськими повстанцями Перу у Революційному русі імені Тупака Амару.